# Briefpaneel

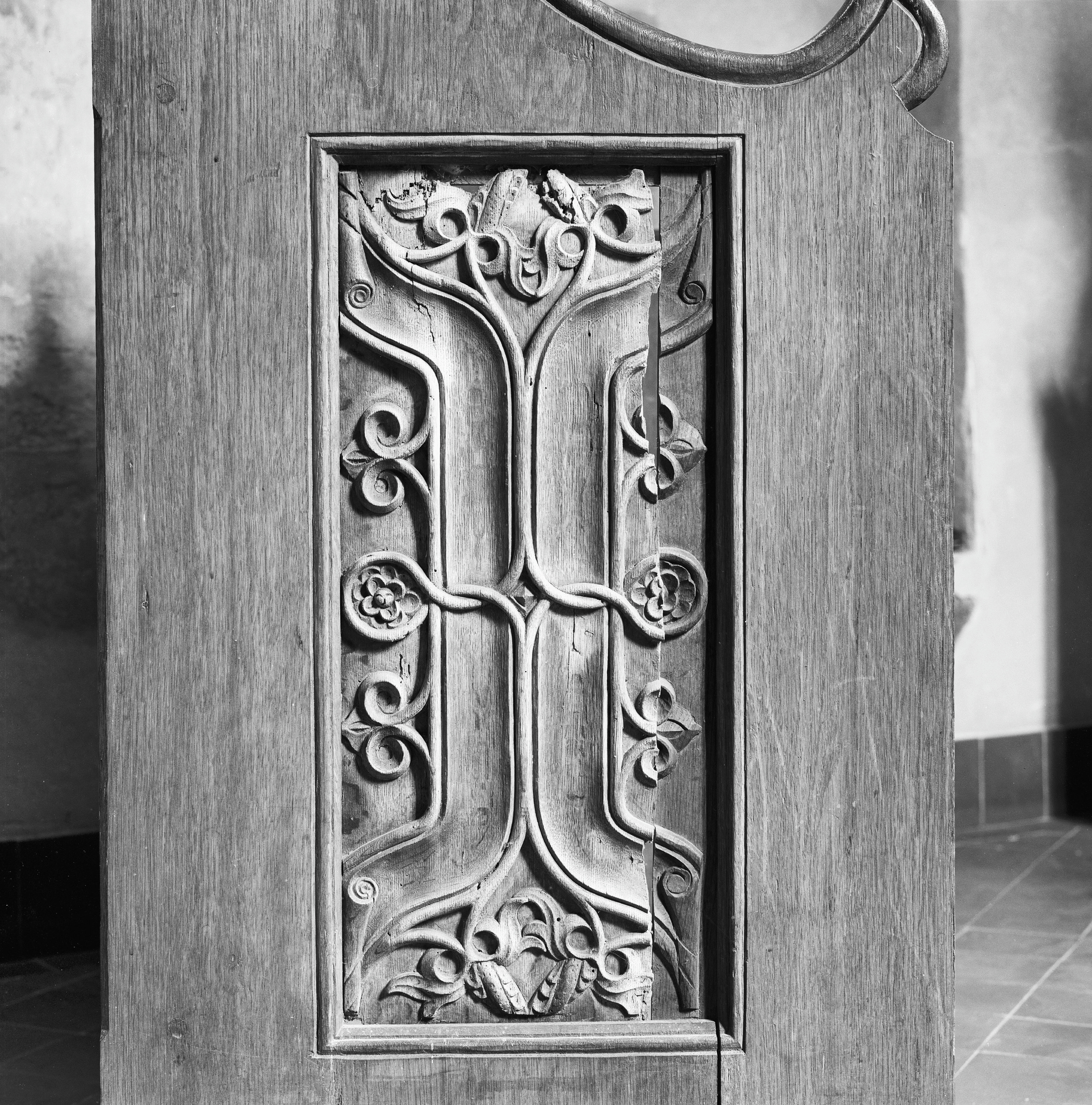
Gotisch briefpaneel in Leur

Een briefpaneel is een laat-gotische meubelversiering. Het is een paneel versierd met een in de spiegel aangebrachte decoratie van aan elkaar evenwijdige, rechtopstaande ribbels, aan boven- en onderzijde afgeschuind naar de bossingen van de paneelgrond. Deze versiering is in het paneel aangebracht met houtbewerkingstechniek.

## Afbeeldingen
Gotische briefpanelen uit Trouwkerkje, Leur:

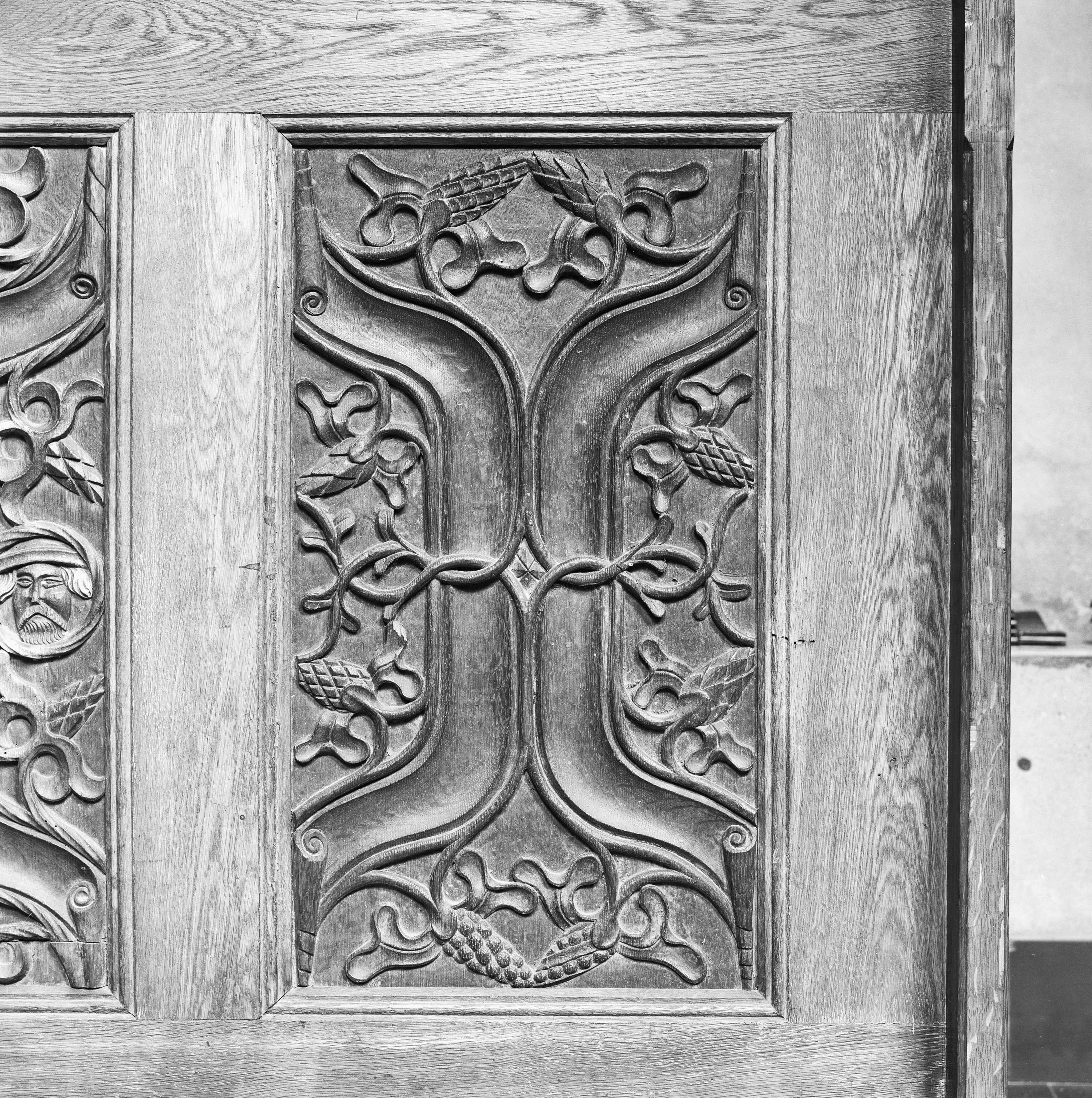
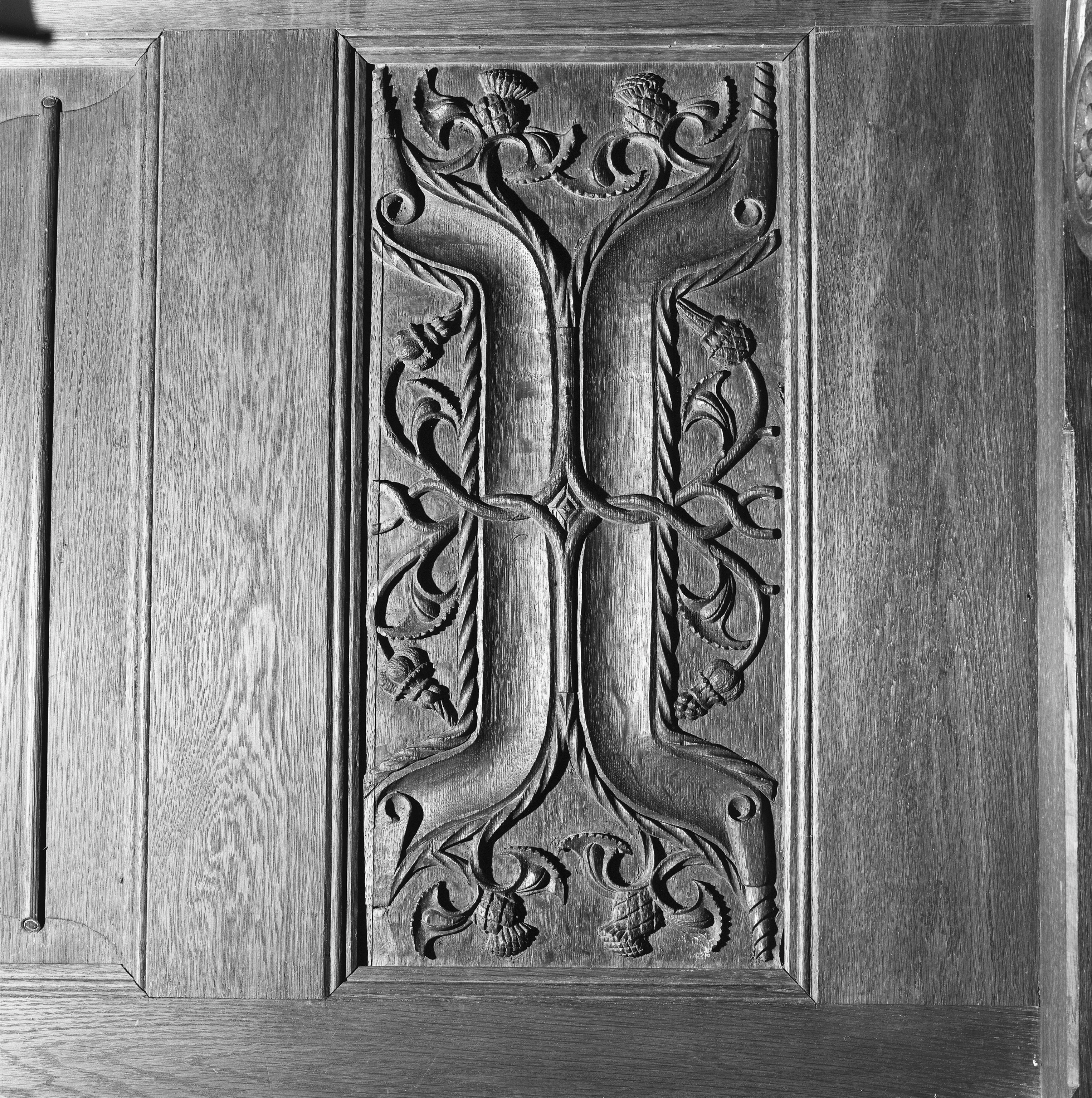
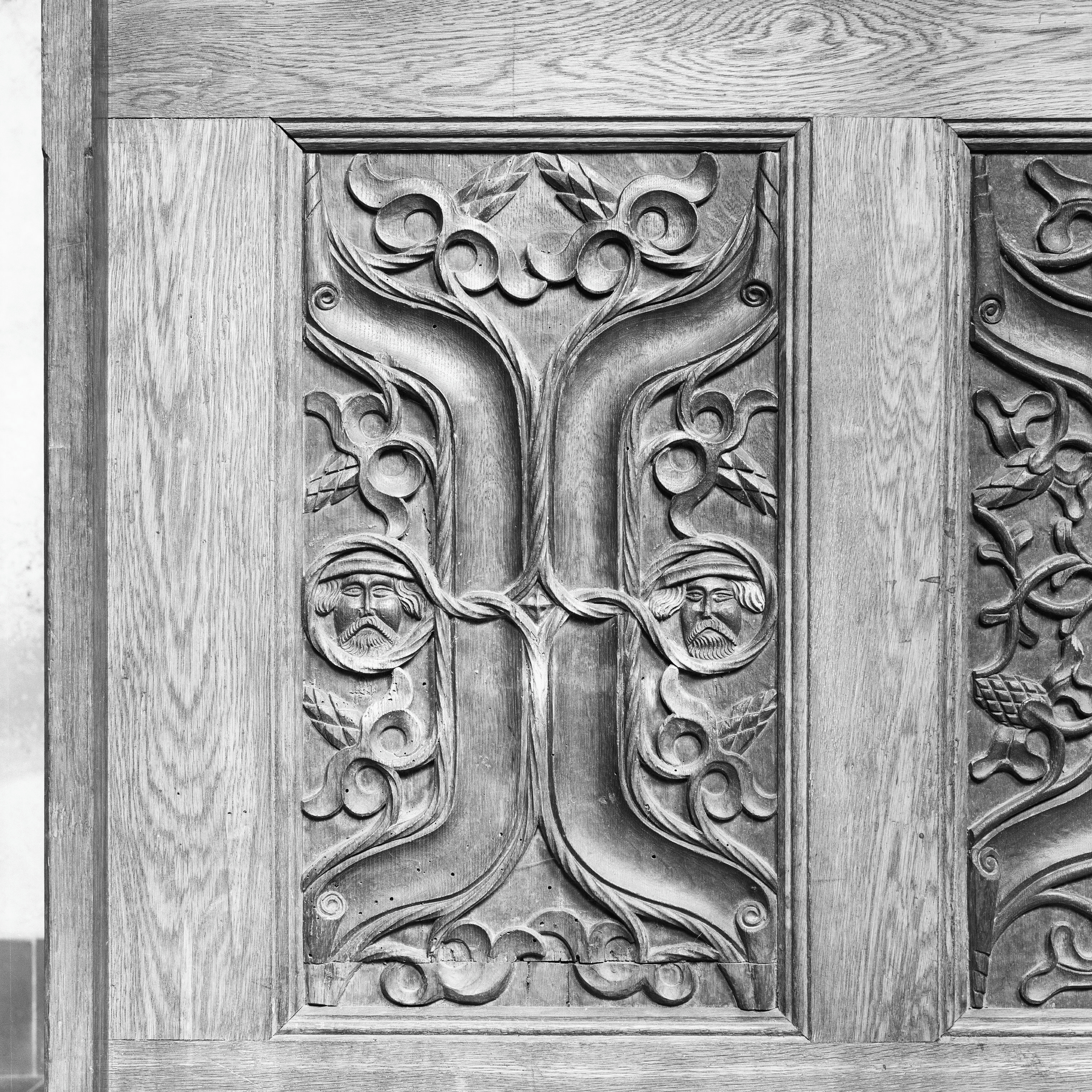